# Музей Людвига (Будапешт)
Музей Людвига — Музей современного искусства (венг. Ludwig Múzeum – Kortárs Művészeti Múzeum) — художественный музей в Будапеште. Считается лучшим из восточноевропейских филиалов кёльнского Музея Людвига. В настоящее время (с марта 2005 года) располагается во Дворце искусств на набережной Дуная в Пеште недалеко от моста Ладьманьоши.

## История
Будапештский Музей Людвига появился в начале 1990-х годов, когда кёльнский коллекционер и промышленник Петер Людвиг и его жена Ирена в ознаменование конца коммунистического режима подарили части своего художественного собрания нескольким государствам Восточной Европы.

## Коллекция
В оригинальной экспозиции представлены произведения известных современных венгерских художников, а также работы Пикассо, образцы американского поп-арта и произведения социалистической Венгрии. На входе посетителей встречает свинья, пялящаяся на экран, где демонстрируется весь процесс убиения свиньи вплоть до изготовления чучела и водружения его на постамент у телевизора. Зал Второй мировой войны выполнен в чёрном цвете с тусклым освещением и трагической музыкой.